# Top à...
 (janvier 2016).
Si vous disposez d'ouvrages ou d'articles de référence ou si vous connaissez des sites web de qualité traitant du thème abordé ici, merci de compléter l'article en donnant les références utiles à sa vérifiabilité et en les liant à la section « Notes et références ».

Top à …  est une émission télévisée française de variétés créée et produite par Maritie et Gilbert Carpentier, et diffusée dans différents pays francophones de 1972 à 1974. 
En France, l'émission était diffusée en soirée, sur la Deuxième chaîne de l'ORTF. Elle réunissaient certaines semaines plus de 15 millions de téléspectateurs devant le petit écran et a été diffusée dans 20 pays à travers le monde. Les Top à... contribueront pour beaucoup à la popularité d'artistes tels Dalida, Charles Aznavour, Joe Dassin, Sacha Distel, Jacques Dutronc, Claude François, Johnny Hallyday, Mireille Mathieu, Michel Sardou ou Sylvie Vartan[Information douteuse] parmi d'autres.

## Concept
Inspirées des shows américains de variétés, les Top à... étaient consacrés chaque fois à un invité différent, autour duquel amis et artistes se succèdaient pour chanter, danser et jouer la comédie. Les sketches et chansons interprétés sur le plateau étaient souvent des inédits écrits spécialement pour l'occasion, parfois par Maritie Carpentier ou par leurs amis Jean-Jacques Debout ou Serge Gainsbourg.

## Détail des émissions

### 1972
- Top à Johnny Hallyday (18 mars) avec Barbara, Georges Brassens…
- Top à Mireille Mathieu (1er avril) avec Sylvie Vartan, Michel Delpech, Francis Lai, Jean Piat…
- Top à Jacques Chazot (15 avril) avec Sylvie Vartan, Micheline Boudet…
- Top à Alice et Ellen Kessler (22 avril) avec Eddy Mitchell, Mouloudji…
- Top à Michel Legrand (29 avril)
- Top à Sylvie Vartan (6 mai)
- Top à Enrico Macias (20 mai)
- Top à Marcel Amont (10 juin)
- Top à Juliette Gréco (30 septembre)
- Top à Sacha Distel (14 octobre) avec Michel Delpech, Annie Cordy, Johnny Mathis…
- Top à Guy Bedos et Sophie Daumier (28 octobre) avec Thierry Le Luron , Nana Mouskouri, Julien Clerc…
- Top à Régine (11 novembre)
- Top à Jean-Marc Thibault (18 novembre) avec Johnny Hallyday…
- Top à Petula Clark (25 novembre)
- Top à Michel Fugain (2 décembre)
- Top à Sylvie Vartan (9 décembre)
- Top à Joe Dassin (16 décembre) avec Henri Salvador, Gigliola Cinquetti…
- Top à Jean-Pierre Cassel (31 décembre)

### 1973
- Top à Mireille Mathieu (6 janvier)
- Top à Marcel Amont (13 janvier)
- Top à Claude François (20 janvier)
- Top à Charles Aznavour (3 février)
- Top à Jacques Charon (10 février 1973, avec Roger Carel, Jacqueline Maillan, Régine Crespin…
- Top à Sacha Distel (12 mai 1973, avec Brigitte Bardot, Michel Fugain…
- Top à Charles Aznavour (19 mai)
- Top à Michel Sardou (26 mai)
- Top à Enrico Macias (2 juin)
- Top à Sylvie Vartan et Johnny Hallyday (23 juin)
- Top à Thierry Le Luron (27 octobre)
- Top à Robert Charlebois (3 novembre) avec Félix Leclerc, Nicoletta, Julien Clerc…
- Top à Nana Mouskouri (10 novembre) avec Serge Lama...
- Top à Petula Clark (17 novembre) avec Sylvie Vartan, Sacha Distel, Serge Gainsbourg, Claude François…
- Top à Jean-Claude Brialy (24 novembre)
- Top à Sacha Distel (8 décembre)
- Top à Jacqueline Maillan (15 décembre)
- Top à Charles Aznavour (22 décembre) avec Julien Clerc, Robert Charlebois, Mario Del Monaco…

### 1974
- Top à Paul Meurisse (12 janvier) avec Sylvie Vartan, Jane Birkin…
- Top à Claude François (19 janvier)
- Top à Sylvie Vartan ou Je chante pour Swanee (26 janvier)
- Top à Joe Dassin (9 février)
- Top à Jacques Dutronc (2 mars)
- Top à Barbara (9 mars) avec Julien Clerc, Claude Nougaro…
- Top à Michel Delpech (16 mars) avec Françoise Hardy
- Top à Mireille Mathieu (30 mars)
- Top à Enrico Macias (13 avril) avec Sacha Distel, Claude François…
- Top à Claude Vega (27 avril) avec Sacha Distel, Jean Piat, Barbara, Petula Clark…
- Top à Serge Gainsbourg et Jane Birkin (4 mai) avec Françoise Hardy, Jacques Dutronc…
- Top à Michel Sardou (8 mai)
- Top à Annie Cordy (11 mai) avec Sheila, Jacques Martin…
- Top à l'Eurovision (8 juin) avec Sylvie Vartan, Gilbert Bécaud...
- Top à Johnny Hallyday (22 juin) avec Sylvie Vartan, Michel Sardou…
- Top à Dalida (29 juin)
- Top à Claude François (14 septembre)
- Top à Gilbert Bécaud (21 septembre) avec Claude François…
- Top à Nana Mouskouri (19 octobre)
- Top à Marie Laforêt (2 décembre)